# Blestemul Abației
Blestemul Abației (2003) este un roman science fiction scris de Dan Doboș. Este al doilea volum al trilogiei Abația, acțiunea petrecându-se la șaptesprezece ani de la evenimentele din volumul precedent.
În anul 2004, participanții la RomCon au votat cartea ca fiind cel mai bun roman SF românesc al anului 2003.

## Istoria romanului
Cu puțin timp înainte de lansarea volumului Abația la târgul de carte Gaudeamus de la sfârșitul anului 2002, Vlad Popescu l-a anunțat pe Dan Doboș că a tăiat ultimul capitol al romanului pentru a face loc unei trilogii. Scriitorul a semnat un contract cu Nemira pentru trilogie, în care se stipulau ritmul de apariție a cărților - un roman pe an - și drepturile bănești pe care avea să le încaseze.
Pentru a doua carte a seriei, autorul a optat pentru o planetă care accentuează puterile psi, deși acest cadru nu îl atrăgea în mod deosebit pe editorul Vlad Popescu. Autorul a găsit dificilă tentativa de a se autodepăși și, în plus, a avut dificultăți în legarea firelor narative datorate eliminării ultimului capitol din volumul precedent, dar a terminat cartea la timp pentru târgul Gaudeamus din toamna anului 2003. Conform mărturiei lui Vlad Popescu, tirajul cărții ar fi fost de 3.000 de exemplare.
Deși contractul pe care îl semnase cu editura Nemira stipula că va primi periodic raportări despre vânzarea romanului Abația și va fi plătit în conformitate cu acestea, Dan Doboș a primit doar o parte a drepturilor bănești cuvenite, și acelea după expirarea contractului inițial. În toamna anului 2003 a decis să semneze un nou contract cu Nemira, în care accepta plata în cărți și recupera drepturile de traducere a trilogiei.

## Intriga

Coperta ediţiei apărute la editura Media-Tech

Clonele au devastat Imperiul și au distrus Abația într-un război care a durat trei ani. Împăratul Bella s-a retras pe Z alături de doi quinți și de Maestrul acestora, în timp ce tatăl său, Kasser, Abatele Radoslav, cele două Marii și ceilalți doi quinți s-au refugiat pe planeta-far Kyrall. Ei păstrează legătura prin intermediul operatoarei din psiac Alaana, cea care a lucrat cu Rimio de Vassur.
Clonele conduse de Johansson Durdrin atacă planeta Z, dar zeții îl ajută pe Bella să protejeze planeta și să lanseze o contraofensivă de recucerire a planetei-capitală a Imperiului, Klemplant. În schimbul ajutorului pe care i-l acordă în recucerirea Imperiului, Bella le promite zeților să îi ajute să se răspândească pe planetele galaxiei, scăpând de blestemul numerelor care obligă mătcile să nu depășească un anumit număr, pentru a păstra echilibrul între populație și resurse.
Între timp, pe Kyrall, Kasser și Abatele asistă la trezirea conștiințelor lui Stin și Rim în corpul unui tânăr din tribul Omenori. Ajutat de Alaana, tânărul - care își ia numele Xtyn - ajunge Preot al tribului său și revoluționează viața celor cinci triburi kyralliene, obligate până atunci să păstreze echilibrul fragil al ecosistemului planetei. Sosirea Maestrului Ordinului quinților, N'Gai Loon, scoate la lumină faptul că Făurarii celor cinci triburi și quinții actuali au o origine comună, legată de Frontul Adevăratei Biserici.
Clonele conduse de Johansson Durdrin realizează o Arcă pe care o folosesc ca să se ascundă pentru a duce la bun sfârșit un plan misterios. În Xtyn se trezește și conștiința lui Augustin Bloose, cel care a întemeiat ordinul augustinian pentru a i se opune lui Zuul, creatorul zeților. Bella și Kasser se reunesc pe Kyrall, unde cel dintâi este ucis, dovedindu-se că a devenit o unealtă în mâinile lui Zuul.

## Opinii critice
Romanul a câștigat în anul 2004 premiul ROMCON pentru cel mai bun roman SF românesc publicat în 2003.
Walther Bild îl consideră pe Dan Doboș ”un maestru al loviturilor de teatru” și apreciază romanul pentru diversitatea conținutului său, care lasă ”cititorul să își aleagă ceea ce dorește. Dorește acțiune, are acțiune din belșug. Dorește ecologii exotice, are la dispoziție o lume care ar putea fi prin ea însăți subiect de volum aparte. Dorește meditație asupra evoluției speciei, temele majore sunt aici.”

## Lista personajelor
- Jorlee/Xtyn - nativ de pe Kyrall, care devine purtătorul genelor lui Stin și Rim, iar după A Doua Însămânțare în el se trezește conștiința lui Augustin Bloose
- Alaana Ferans – operator în psiacul de pe Kyrall, care spionează clonele pentru împărat și îi descoperă pe quinții Xtyn și Oksana
- Bolt Johansson Durdrin - clona lui Johansson de pe Durdrin
- Oksana Bint Laesia - clonă de pe Laesia în care, după A Doua Însămânțare, s-au trezit personalitățile a doi Voluntari: Oksana și Johansson; a fost pregătită să devină quint de către N’Gai Loon și a redactat Regulamentul canonic
- Radoslav - ultimul Abate, refugiat pe Kyrall
- Kasser - fost împărat care a abdicat în favoarea fiului său, Bela al VII-lea
- Airam și Maria - cele două clone gemene ale Abației
- Attan Villerte - quint imperial
- Leka Hinnedi - quint imperial
- Allin Perse - quint imperial
- Heyyn Tars - quint imperial
- N'Gai Loon - Maestrul Ordinului quinților
- Bela al VII-lea - conducătorul Imperiului
- Zuul - lucrător zet modificat, cu aspect umanoid, care se dovedește a fi Stăpânul Suprem al zeților
- Arrus - Făurar al tribului Omenori
- Barna, Șestov – membrii ai Corpului celor O Mie de Voluntari
- Aristan Fargo – profesor al Împăratului Bella
- Vartil – luptător din tribul Omenori
- Insa – membră a tribului Omenori, salvată de la moarte de Xtyn
- Lonis – iubitul Insei
- Tader – operator din psiac
- Alarik – negustor pământean
- Carrin – comandantul gărzii psiacului
- Negal – fiul lui Stin și al Xentyei
- Ballen - prieten al lui Negal

## Ediții
- 2003 - Blestemul Abației, Ed. Nemira, colecția Nautilus, vol. 188, 400 pag., ISBN 978-973-569-625-2
- 2008 - Abația, Ed. Millennium Press, 800 pag., ISBN 978-6068-113-50-0 - ediție omnibus care cuprinde întreaga trilogie
- 2011 - Blestemul Abației, Ed. Media-Tech, 412 pag., ISBN 973-8364-26-4
- 2014 - Abația, Ed. Millennium Press, 800 pag., ISBN 978-606-8113-95-1 - ediție omnibus care cuprinde întreaga trilogie